# Coffea heterocalyx
Coffea heterocalyx là một loài thực vật có hoa trong họ Thiến thảo. Loài này được Stoff. mô tả khoa học đầu tiên năm 1997.